# Spiloxene serrata
Spiloxene serrata är en enhjärtbladig växtart som först beskrevs av Carl Peter Thunberg, och fick sitt nu gällande namn av Sidney Garside. Spiloxene serrata ingår i släktet Spiloxene och familjen Hypoxidaceae.

## Underarter
Arten delas in i följande underarter:
- S. s. albiflora
- S. s. serrata